# Bodziszek pirenejski
Bodziszek pirenejski (Geranium pyrenaicum Burm.) – gatunek rośliny z rodziny bodziszkowatych. Rodzimym obszarem jego występowania jest większa część Europy, Zachodnia Azja i Kaukaz oraz Afryka Północna (Algeria, Maroko, Tunezja), ale jako gatunek zawleczony występuje też w Ameryce Północnej i na innych obszarach Europy. W Polsce ma status kenofita i jest już dość pospolity.

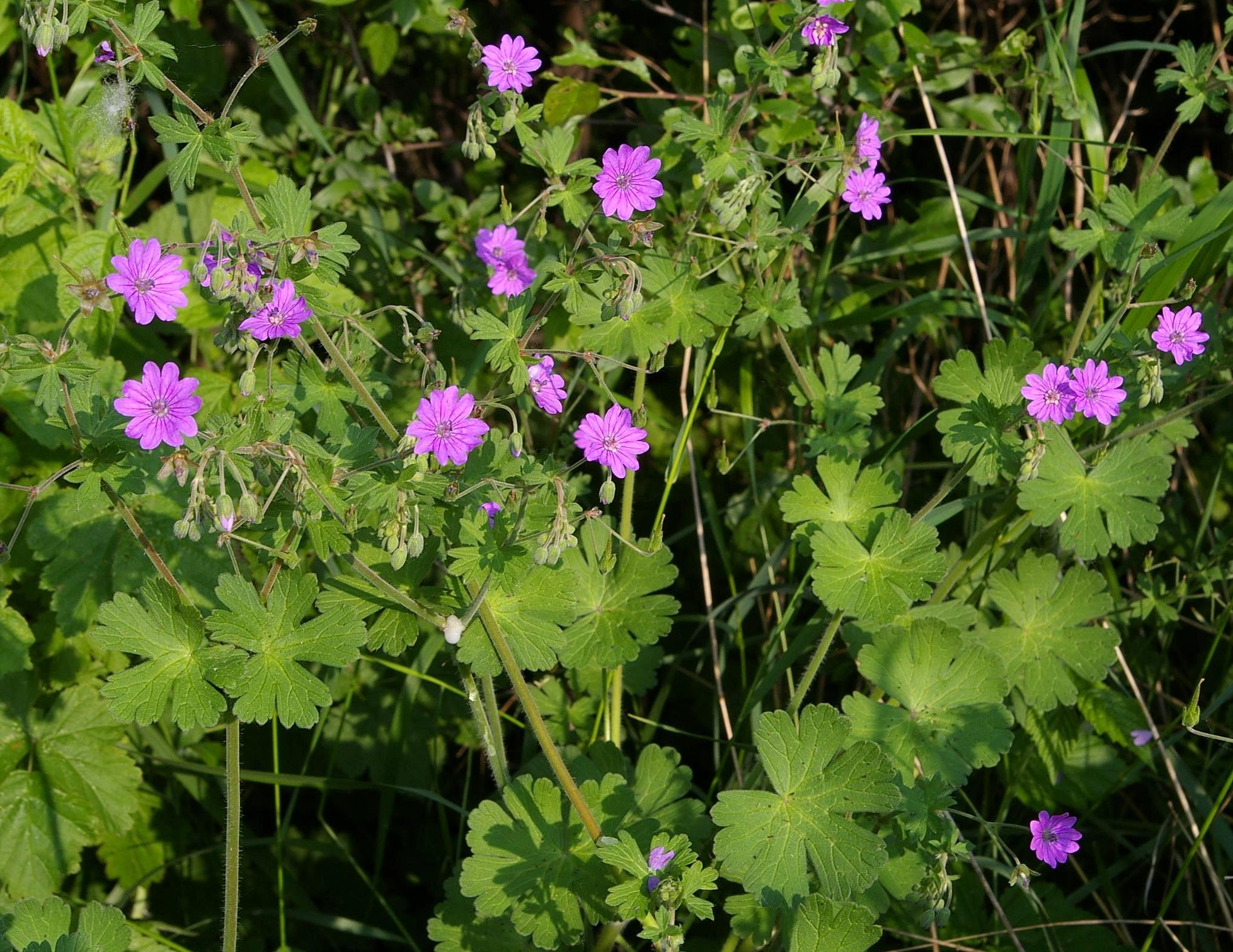
Pokrój

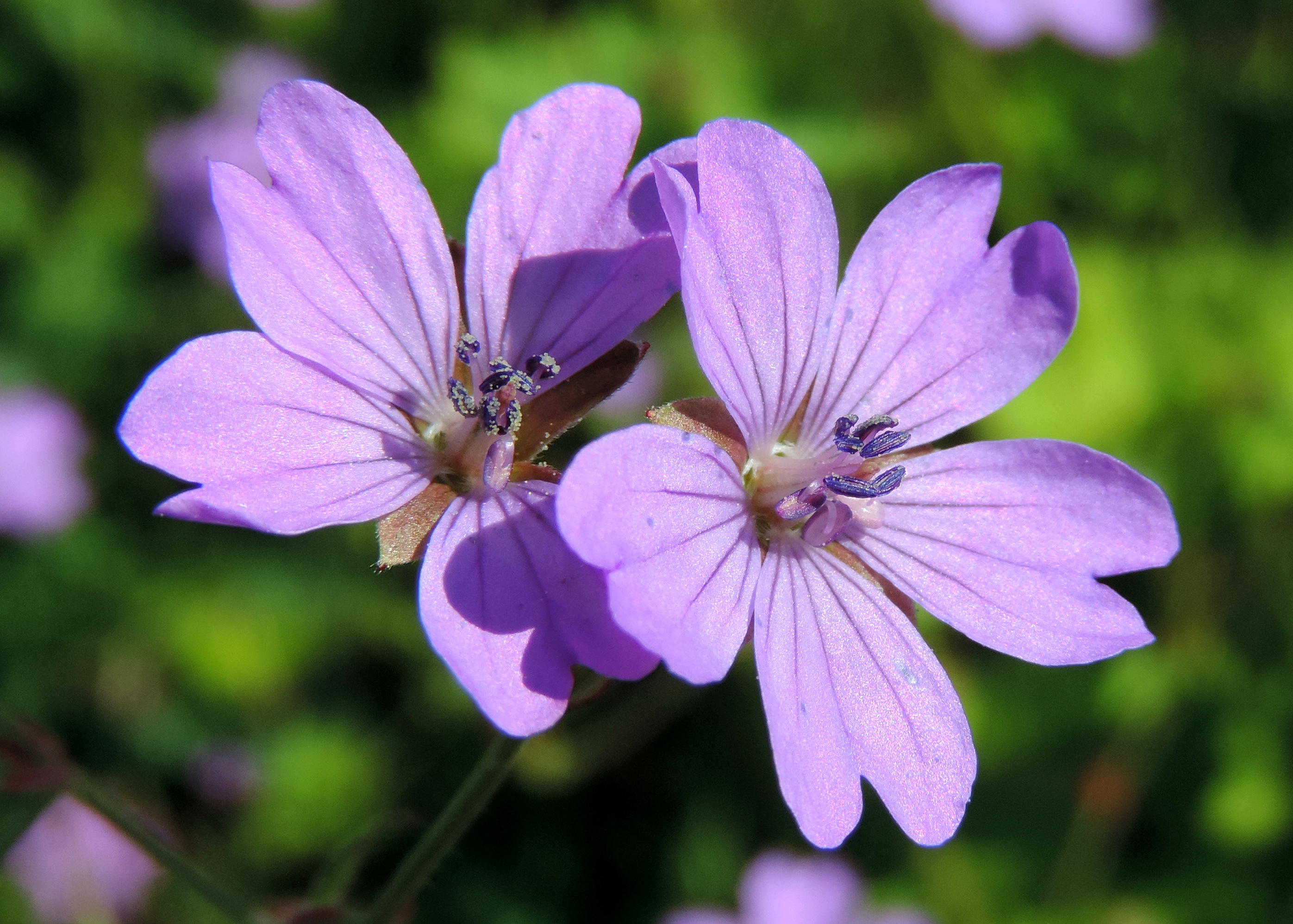
Kwiaty

## Morfologia
ŁodygaCienka, gałęzista, owłosiona, wzniesiona lub podnosząca się.
LiścieLiście łodygowe okrągłe, dłoniasto podzielone na 5–7 klap, wcięte do połowy promienia blaszki.
KwiatySkupione w parach, działki kielicha zakończone czubkiem, płatki na szczycie głęboko wycięte.
OwoceOmszone owoce znajdują się na owłosionych, zgiętych w dół szypułkach.

## Biologia i ekologia
Bylina, hemikryptofit i epekofit zadomawiający się tylko na siedliskach ruderalnych i segetalnych. Występuje na zboczach, w zaroślach, skrajach lasów, łąkach lub przydrożach. Rośnie w skupiskach na świeżych, bogatych w składniki odżywcze glebach humusowych, zwykle lekko gliniastych. 

## Zmienność
Wyróżnia się dwa podgatunki:
- Geranium pyrenaicum subsp. lusitaniucm
- Geranium pyrenaicum subsp. pyrenaicum